# تشارلز بيب
تشارلز بيب هو مبارز بالسيف بلجيكي، مثّل بلاده في الألعاب الأولمبية الصيفية 1920.

## روابط خارجية
تشارلز بيب على موقع أوليمبيديا (الإنجليزية)